# 유다 하나시
유다 하나시(히브리어: יְהוּדָה הַנָּשִׂיא, Yəhūḏā hanNāsīʾ 예후다 하나시) 또는 유다 1세는 줄여서 렙비 또는 랍비로 알려진 2세기의 랍비 (제5 세대 탄나) 및 '미슈나'의 책임 교정자이자 편집자이다. 대략 서기 135년부터 217년까지 살았으며 바르 코크바의 난 이후 로마 점령 후 유대 지역 내 유대 공동체의 핵심 지도자이었다.

## 이름과 칭호
'나시'라는 칭호는 산헤드린의 의장에게 사용된 칭호이다. 그는 이름에 이 칭호를 추가한 초대 '나시'이기도 하며 전통적 문헌 자료에서 그는 보통 '랍비 예후다 하나시'(Rabbi Yehuda ha-Nasi)라 칭해진다. 하지만 종종 (그리고 미슈나에서는 항상) 그는 줄여서 최고의 대가라는 의미의 '랍비' 즉 '나의 스승'(רבי)이라 일컬어진다. 그는 자주 우리의 스승을 의미하는 '라베누'(Rabbenu)라고도 불린다. 또한 그는 그의 깊은 경건함에서 비롯하여, '우리의 거룩한 스승'이라는 의미의 '라베누 하카도쉬'(רבנו הקדוש)라고도 한다.

## 생애

### 어린 시절

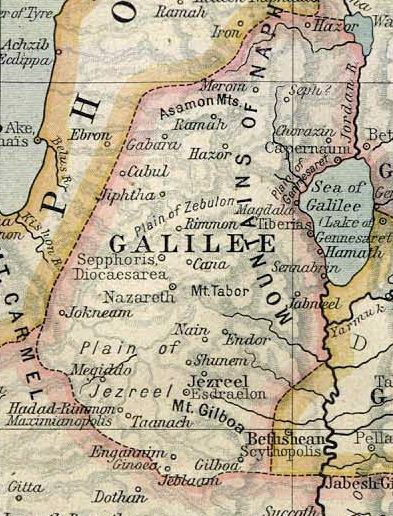
고대 후기의 갈릴리

유다는 새롭게 설치된 로마 속주 시리아 팔라이스티나에서 시메온 벤 가마리엘 2세의 아들로 135년에 태어났다. 탈무드에 따르면, 그는 다윗 왕조 출신이고 한다. 그는 랍비 아키바가 순교자로 죽은 같은 날에 태어났다고도 한다. 탈무드는 이러한 출생이 섭리의 결과라고 하는데 신이 유대인들에게 아키바를 잇는 또 다른 위대한 위상의 지도자를 내려주었다고 한다. 그의 출생 지역은 알려져 있지 않다.
유다는 어린 시절을 하갈릴리의 우샤에서 보냈다. 그의 아버지는 아마 그에게 코이네 그리스어를 포함하여 자신이 받았던 교육을 가르쳤을 것이다. 이 그리스어에 대한 지식이 로마 당국에 대한 유대인의 중재자가 될 수 있게 하였다. 그는 그리스어를 유대인의 팔라이스티나 아람어보다 공식 언어로 선호했다. 집안에서는, 히브리어만 사용하였고, 집안의 하녀들은 난해한 히브리어 용어를 사용하는 것으로 알려지게 되었다.
유다는 구전 율법과 성문 율법 연구에 전념했다. 그는 아키바의 가장 저명한 제자들 밑에서 공부했었다. 이들의 학생으로서 그리고 아버지 주변으로 모인 또 다른 저명한 인물들과의 대화를 통해, 그는 자신의 평생 업적인 미슈나 편집을 위한 학문의 탄탄한 기반을 마련했다.

### 스승
우샤 시절의 그의 스승은 유다 바르 일라이로, 대제사장의 집에서 종교 및 법적 문제에서 판사로서 공식적으로 종사했었다. 후대에, 유다는 어린 시절 유다 바르 일라이의 지도 하에 우샤에서 에스델기를 읽었던 것을 묘사하였다.
유다는 시몬 벤 가마리엘과 가까운 사이었던 아키바의 제자 요시 벤 할라프타에 대한 특별한 존경심을 가졌다. 후대에 유다가 요시의 의견에 반대를 했었을 때, 그는 이렇게 말했다: "우리 같은 가련한 자들이 요시를 공격하다니, 우리 시대를 그의 시대와 비교하면 마치 속된 것과 거룩한 것처럼 대비된다!" 유다는 메나호트 14a(Menachot 14a)에 따르면 요시의 할라카를 전승받았다.
유다는 일부에서는 메론과 같다고 여기는, 테코아에서 시몬 바르 요카이의 가르침을 받았다. 그는 또한 엘레아자르 벤 샴무아에게서도 교육을 받았다. 유다는 랍비 메이르와는 수학하지 못했는데, 분명히 메이르가 대제사장의 집안과 멀어지게 된 갈등의 결과로 그렇게 된 것이었다. 하지만, 그는 뒤에서라도 메이르를 보게 되어 운이 좋다고 생각했다.
유다의 또 다른 스승에는 바빌로니아인 나탄이 있으며, 메이르와 대제사장 간의 분쟁에 관여한 자로 유다는 젊은 혈기에 휩싸여 나탄을 존경심을 갖고 대하지 못했던 것을 고백했다. 할라카와 하가다 전승에서, 유다의 의견은 보통 나탄의 의견과 반대된다.
예루살렘 전승에서, 유다 벤 코르샤이 (Judah ben Korshai, 할라카 전문가는 그를 시몬 벤 가마리엘의 조수로 언급)는 유다의 진정한 스승으로 가리킨다. 야곱 벤 하니나 (Jacob ben Hanina, 아버지 이름이 명시되지 않은 랍비 야곱일 가능성이 있으며 그의 이름은 유다가 할라카 해석에서 인용한다) 역시도 유다의 스승 중 하나로 언급되었고, 그에게 할라카 해석을 다시 해달라 요청했다고 한다.
유다는 또한 아버지 (시몬 벤 가마리엘)한테서도 교육을 받았다. 이 둘이 할라카 문제에 있어서 의견을 달리할 때, 유다의 아버지가 보통 더 엄격주의자이었다. 유다는 "내 의견은 아버지 의견보다 더 옳은 것처럼 보인다"라고 직접 말한 바 있고 그러고 나서 그는 자신의 이유를 제시했다. 겸손은 유다에게 주어진 미덕이었고, 그는 아버지의 겸손함을 크게 존경하였는데, 그의 아버지는 시몬 바르 요카이의 뛰어남을 공개적으로 인정하며 브네이 바티라가 힐렐에게 양보하고, 요나단이 친구 다윗에게 자발적으로 우선권을 내준 것처럼 똑같은 겸손함을 보였다.

### 지도력
유다가 에레츠 이스라엘에 남아있던 유대인 지도자 자리를 그의 아버지에게서 물려받았을 때 알려진 것은 없다. 라시에 의하면, 유다의 아버지 시몬은 셰파르암 (현재 셰파르아므르)로 옮기기 전 우샤의 산헤드린 지도자 또는 '나시'로 활동했다. 한 전승에 따르면, 시몬 벤 가마리엘 사망 당시에 이스라엘은 메뚜기 때로 인해 황폐화되었을 뿐만 아니라 여러 어려움을 겪었다고 한다.
셰파르암에 있던, 산헤드린은 베이트 셰아림 (오늘날 베이트 셰아림 네크로폴리스)으로 옮겨졌는데, 이곳에서 유다가 산헤드린을 이끌었다. 이곳에서 그는 오랜 기간 직무를 수행했다. 마침내, 유다는 베이트 셰아림에서 세포리스로 산헤드린의 장소를 움직였고, 이곳에서 그는 최소 17년을 있었다. 유다는 그의 지병이 세포리스의 높은 고지와 깨끗한 공기에서 나아질 수 있었기에 이곳을 택한 것이었다. 그렇지만, 지도자로서 유다의 기억은 베트 셰아림 시절과 주로 연관이 있는데 "현들이 "너희는 정의, 오직 정의만 따라야 한다."라는 구절을 가르쳤다. 이는 사람이 현인들이 있는 학당을 따라야 함을 알려주는 것이다. 예시로 [...] 랍비 예후다 하나시가 베이트 셰아림으로 갔을 때도 그러하였다[.]"
그의 활동기 초창기에 동시대 인물로는 엘레아자르 벤 시메온, 이스마엘 벤 요시, 요시 벤 유다, 시메온 벤 엘레아자르가 있었다. 그의 잘 알려진 동시대 인물 및 제자들에는 시몬 b. 마나세, 핀차스 벤 야이르, 엘레아자르 하캅파르 그리고 그의 아들 바르 캅파라, 히야 바르 아바, 시몬 벤 할라프타, 레비 벤 시시 등이 있다. 유다 사후 초대 아모라임으로서 가르침을 준 그의 제자들에는 이스라엘 땅의 하니나 바르 하마, 호샤이아 랍바, 바빌론의 아바 아리카와 네하르데아의 사무엘 (하메소포타미아에 대한 유대어) 등이 있다.
유다의 공식적 활동에 대해서는 드문드문 한 자료들만이 남아있으며 여기에는 제자들에 대한 서품식, 공동체 직책에 대한 제자 추천, 로쉬 코데쉬 선포와 관련한 지시, 안식년과 관련한 법률 개정, 이스라엘 땅의 경계 지역들의 십일조 관련 칙령 등이 있었다. 그 중에 마지막으로 언급된 것에 대해 그는 대제사장 가문 구성원들의 반대에 맞서 방어해야만 했다. 그가 티샤 바브에 의도했던 개정 내용들은 산헤드린의 학자들에 막혀 이뤄지지 못했다. 여러 종교 및 법적 결정들이 유다가 학자들로 이뤄진 그의 산헤드린과 함께 진행한 것으로 기록되었다.
탈무드에 의하면, 랍비 유다 하나시는 매우 부유했던 인물이고 로마에서 대단히 존경받는 자이었다고 한다. 그는 로마 황제 안토니누스 피우스로 추정되는 '안토니누스'와 가까운 친우 사이이었다고 하며, 그렇지만 그와 우정의 가능성이 더 높은 것은 마르쿠스 아우렐리우스 안토니누스이거나 카라칼라라고도 불렸으며 유다와 여러 세속 및 영적 문제들에 대해 털어놓았던 안토니누스이다. 유대 측 사료에서는 유다와 안토니누스 사이의 다양한 논의 내용들을 전한다. 여기에는 맹인과 절름발이의 우화 (사망 이후 육신과 영혼의 판결을 설명하는 데 이용), 죄를 짓고자 하는 충동 등이 있다.
유다의 직위에 대한 권위는 그가 지닌 부를 통해서 높아졌는데, 그의 부에 대해서는 다양한 전승들이 언급된다. 바빌론 전승에서는 심지어 그의 마굿간 지기가 샤푸르 왕보다 부유하다는 과장된 내용이 만들어졌다. 그의 집안은 황제의 집안과도 비교되었다. 시메온 벤 메나샤는 그와 그의 아들들이 아름다움, 힘, 부, 지혜, 연륜, 명예, 그리고 자녀들의 축복을 함께 갖추고 있었다고 말하며 유다를 칭송했다. 기근의 시기, 유다는 그의 곳간을 열어 궁핍한 자들에게 곡식을 나누었다. 그렇지만 그는 부를 통해 얻을 수 있는 즐거움들에 대해서는 거부하며 다음과 같이 말했다: "이 세상의 즐거움을 택하는 그 누구든 다음 세계의 즐거움에 대해서는 빼앗길 것이고, 이 세상의 즐거움을 포기하는 그 누구든 다음 세계의 즐거움을 얻게 될 것이다".

### 죽음

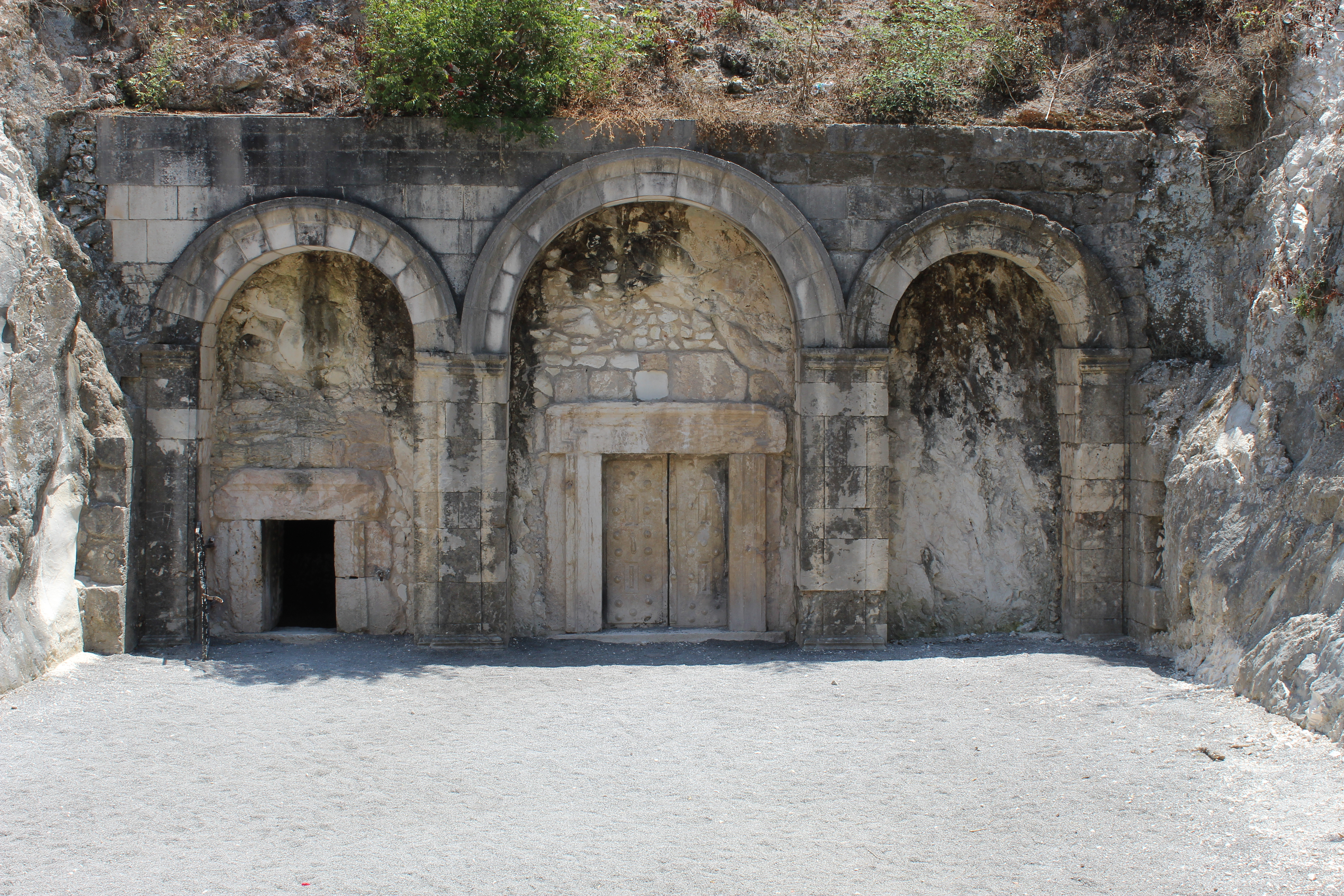
베이트 셰아림의 랍비 유다 하나시의 무덤인 제14번 카타콤.

유다가 죽은 해는 그의 제자 아바 아리카가 유다가 죽기 직전 셀레우코스 시대 530년 (서기 219년)에 이스라엘 땅을 떠났다는 기록으로 추론된다. 그는 마르쿠스 아우렐리우스와 루키우스 베루스 재위 (서기 165년) 때 대제사장직을 맡았다. 따라서 서기 135년경에 태어난 유다는 30세의 나이에 대제사장이 되었고, 약 85세의 나이에 사망했다. 탈무드는 랍비 유다가 세포리스에서 최소한 17년을 살았고, 다음의 성경 구절을 자신한테 적용했다고 전한다: "야곱은 이집트 땅에서 십칠 년을 살았다." (창세기 47:28).
다른 추정에 따르면, 그는 유대력 3978년 키슬레브 15일 (대략 서기 217년 12월 1일) 세포리스에서 사망했다고 하며, 그의 시신은 세포리스에서 15.2 킬로미터 (9.4 mi) 거리에 있는, 베이트 셰아림의 네크로폴리스에 묻혔다고 하며, 그의 장례 행렬 중에 그를 애도하기 위해 길을 따라 각기 다른 곳에서 18 차례 멈추었다고 한다.
유다가 죽었을 때, 세포리스의 불안해하는 사람들에게 그의 죽음을 알릴 용기 있는 자가 없었다가, 지혜로운 바르 카파라 (Bar Ḳappara)가 "천상의 존재와 지상에서 태어난 자들이 모두 증거판을 붙들었으나, 천상이 승리하였고 증거판을 차지하였다"라고 말하며 비유적으로 소식을 전했다고 전해진다.
이 시대에 독특한 인상을 주었던 학자로서의 유다의 명성은 "모세 시대 이래로" 라는 수식어가 붙는 것이 특징이었으며, 토라와 위대함 (다시 말해 지식과 지위)이 유다 1세만큼이나 일치한 자는 없었다.
유다의 아들 중 둘은 아버지 사후에 지위를 맡았으며 가마리엘은 '나시'를 물려받았고, 시몬은 예시바의 하캄이 되었다.
일부 미드라시 및 카발라 성향의 전설에 의하면, 유다 하나시는 야베츠 (Yaavetz)라는 아들이 있었는데 죽지 않고 하늘로 승천했다고 전해진다.

### 탈무드 일화
유다에 대해 다양한 이야기들이 전해지며, 그의 인물에 대한 다양한 측면들을 묘사한다.
한 이야기에서는 그는 마치 보호자를 찾는 것처럼 슬픈 눈으로 그를 바라보았던 도축장으로 끌려가던 소 한 마리를 보게 된다. 그는 이 소에게 다음과 같이 말했다고 한다 "가거라 너는 이 목적을 위해 만들어진 것이다!" 이 고통받는 동물에게 대한 불친절한 태도 때문에, 그는 1년간 앓아 눕는 벌을 받았다. 이후 그의 하녀가 유다의 저택에 있던 작은 동물들을 죽이려 하자, 그는 그녀에게 "(신의) 부드러운 자비는 그의 모든 피조물들을 위한 것이라 쓰여있으니 그들을 살려주어라"라고 했다고 한다. 이러한 자비를 베푼 후, 그의 병이 멈추었다. 유다는 또한 "토라에 무지한 자는 고기를 먹지 말아야한다."라고 했다. 고기나 계란을 먹을 때 그가 규정한 기도에서도 짐승의 생명에 대한 감사함을 나타낸다: "살아있는 모든 존재들의 영혼을 뒷받침하기 위해 많은 영혼들을 만들어내신 주를 찬송하라."
그는 죽음으로서 내세의 자격을 얻은 세 명의 순교자들의 이야기를 언급하면서 흐느끼며 외쳤다: "어떤 이는 한 순간에 자신의 세상을 얻고, 또 어떤 이는 오랜 세월을 필요로 한다." 그는 구호품을 요청하던 엘리샤 벤 아부야의 딸들이 그를 보고 아버지의 가르침을 상기하는 것을 보자 눈물을 흘리기 시작했다. 핀차스 벤 야이르와의 만남과 관련한 전설에서, 그는 거룩한 존재의 보호를 받는, 경건한 핀차스의 변함 없는 견고함을 눈물을 글썽이며 감탄하는 모습으로 묘사된다. 그는 애가 2:2을 설명하고 예루살렘과 성전의 파괴 이야기를 통해 구절을 묘사할 때 눈물 때문에 자주 방해를 받았다. 성경의 특정 구절을 설명할 때, 그는 신의 심판과 그 심판에서의 무죄 판결의 확실성에 대해 상기하면서, 울기 시작했다. 히야는 마지막 병환 중에 그가 울고 있는 것을 발견했는데 죽음이 토라를 연구할 기회와 율법을 이행할 기회를 그에게 빼앗아가기 때문이었다.
언제는, 식사 중에 그의 제자들이 부드러운 혀를 원한다고 표하자, 그는 이것을 다음의 말을 할 기회로 삼았다: "자네들의 혀가 서로 교류 중에 부드럽기를 바란다" (즉 "분란 없이 친절하게 말하라").
죽기 전, 유다는 "내 아들들이 어딨는가! ... 불을 평소 자리에서 계속해서 피우도록 하고, 탁자를 평소 자리에 있도록 하고, 침대가 평소 자리에 있도록 하게."

#### 기도문
토라를 가르치면서, 유다는 셰마 이스라엘를 인용하며 가르침을 종종 멈추었다. 그는 인용하면서 손으로 눈을 쓸었다.
70년 된 포도주가 오래된 그의 지병을 치료하자, 그는 "세상을 보호자들에게 맡기신 주를 찬양합니다"라고 말하며 기도했다.
그는 의무 기도를 끝내고 다음의 간구를 매일 개인적으로 읊었다: "나의 주, 조상들의 주여, 부디 당신의 뜻대로 저를 뻔뻔한 자들과 뻔뻔한 행위로부터, 악한 사람들과 악한 동료로부터, 가혹한 판결과 엄격한 소송으로부터, 언약의 자손이든 아니든 보호하여 주소서."

### 탈무드 이후 이야기
랍비 라겐스부르크의 유다 벤 사무엘은 랍비 유다의 영혼이 매주 금요일 저녁 해질녘에 안식일 복장을 한 채로 그의 집을 방문한다고 하였다. 유다는 키뒤시를 암송하여, 그렇게 함으로써 다른 사람들이 키뒤시를 듣는 의무를 이행하게 하였다. 금요일 밤에 문을 두드리는 소리가 있었고 "죄송합니다", 하녀가 말하였다. "지금은 안으로 들이실 수 없습니다. 라베이누 하카도쉬(Rabbeinu HaKadosh)께서 지금 키두시를 하고 계십니다." 그때부터 유다는 더 이상 오지 않았다, 왜냐하면 자신의 방문이 공개적으로 알려지는 것을 원하지 않았기 때문이었다.

## 사상

### 미슈나 집필
랍비 유대교 전승에 따르면, 신이 성문 율법 (토라)과 구전 율법을 시내산에 있던 모세에게 전해주었다. 구전 율법은 신이 모세에게서 그리고 모세에서 전달된 구전 전통으로, 각 세대의 현자들(랍비 지도자들)에게 전승되고 가르쳐진 것이다.
수 세기간, 토라는 구전 전승과 나란히 전승된 성문 문서로서만 모습을 보였다. 구전 전승이 잊혀질 수도 있다는 두려움을 느낀, 유다는 여러 의견을 모아 미슈나'로 알려지게 된 하나의 법 체계를 만드는 일을 맡았다. 이 작업은 그의 아버지와 바빌론의 나탄이 대부분 분류하고 정리했던 작업을 이어 받아 완성하였다.
미슈나는 율법을 체계화 한 논문 63편으로 구성되어 있고, 탈무드를 기반으로 하고 있다. 아브라함 벤 다비드에 의하면, 미슈나는 서기 189년과 일치하는, AM 3949년, 또는 셀레우코스 시대 500년 때 랍비 유다가 집필한 것이라고 한다.
미슈나는 유다 본인의 문장들도 들어가 있으며,  "랍비가 말하기를"이라는 말과 함께 도입된다.
미슈나는 유다의 업적이었으나, 유다 사망 후에 쓰인 것으로 보이는, 그의 아들이자 후계자인 가마리엘 3세의 문장들도 몇 개 포함되어 있다. 양대 탈무드 모두 유다가 미슈나 (바빌론에서는 '우리의 미슈나'라고 칭함)의 창시자이자 이와 관련된 문장들에 대한 해석 및 논의에 대한 저자라는 것을 당연하게 여긴다. 그렇지만, 유다는 미슈나의 저자라기보다는 개정자로 여기는 것이 좀 더 정확하다. 미슈나는 랍비 아키바가 체계적으로 정리한 할라카 자료의 체계적 분류를 기반으로 하며 유다는 랍비 메이르(아키바의 수제자)의 가르침에 따라 할라카를 배열하는 방식을 따랐다.

### 할라카
랍비 메이르의 행적을 선례로 삼아, 유다는 베이트셰안 지역이 다자란 경작물에 대해 십일조와 슈미타로부터 면제라는 판결을 내렸다. 그는 또한 케파르 체마흐, 카이사리아, 베이트 지브린 등 도시들에 대해서도 같은 조치를 하였다.
그는 아가 7:2에 대한 그의 해석에 따라 제자들이 시장에서 공부하는 것을 금지하였고 이 금지를 어긴 학생들 중 한 명을 질책하였다.

### 성경 해석
그의 성경 해설에는 상충하는 내용들을 조화시키려는 많은 노력들 있었다. 따라서 그는 창세기 15장13절 ("사백 년")과 15장16절 ("사 대") 간의 모순, 탈출기 20장16절과 신명기 5장18절 간의 모순, 민수기 9장23절, 10장35절 간의 모순, 신명기 14장13절과 레위기 11장14절 간의 모순 등을 조정하다. 창세기 1장25절 (창조물의 세 가지 분류가 언급)과 1장24절 (네 번째 분류인 '생령')의 모순에 대해 유다는 이 표현은 악마를 가리키는 것으로, 신이 이들에게 육체를 창조하지 않으신 이유는 안식일이 이미 시작되었기 때문이라고 설명한다
유다의 이름으로 전해 내려져 온 다양한 영적 해설 중에 유명한 것에는 그의 기발한 어원적 설명이 있으며 예로 탈출기의 19장8절-9절, 레위기 23장40절, 민수기 15장38절, 사무엘기 하권 17장27 요엘서 1장17절, 시편 68장7절 등이.
그 사무엘기 하권 12장9절의 "악한 짓"이라는 말을 다윗이 실제 바쎄바와 죄를 저지른 것이 아니라, 단지 그렇게 하려는 의도를 가졌을 뿐이라고 설명했다. 그가 그녀를 취했을 때 그녀는 실제로 이혼한 상태이었기 때문이라는 것이다. 유다의 제자인 아바 아리카는 다윗 왕에 대한 유다의 변호를 그의 선조에 대해 정당화하려는 그의 의도로 보았다. 히즈키야 왕을 칭찬하는 구절과 아하스 왕에 대해 정상 참작하려는 의견 역시도 유다의 이름에서 비롯한 것이다. 하가다에 대한 유다의 평가 특징은 "וַיַּגֵּד"(탈출기 19장9절)이라는 단어에 대해 모세의 말이 아가다에서 그렇듯이, 청중들의 마음을 끌어당겼다는 의미이로 해석한 것이다. 듣는 사람들이 그의 수업 중에 잠이 들자, 그는 관심을 다시 불러일으키려고 우스운 말을 했고, 이 말이 비유적인 면에서 비유적 의미에서 정확하다고 설명하였다.
유다는 특히나 시편을 좋아했다. 그 "당신 앞에 드리는 제 입의 말씀과 제 마음의 생각이 당신 마음에 들게 하소서"라는 시편 작가의 바람을, "시편이 장차 오는 세대들을 위하여 지어진 것이길 바라며, 그들을 위해 쓰인 것이라 바라며 시편을 읽는 자들이 할라카 문장을 연구하는 자들과 같은 보상을 받기를 바란다"라고 바꾸어 표현했다. 그는 욥기가 홍수 시대의 죄와 그에 대한 형벌을 제시했다는 이유만으로도 중요했다고 하였다 그는 탈출기의 16장35절에서 토라에는 앞뒤가 없다라는 것을 확인하였다. 그는 예언서들를 가리키며 "모든 예언서들은 맹렬한 비난으로 시작하여 위로로 끝이 난다"라고 하였다. 역대기의 가계도 부분 역시도 반드시 해석되어야 한다고 하였다.
주해적 의문들에 대한 유다의 답변을 담은 하가다 모음집이 있었던 곳으로 보인다. 의문들 중에는 유다의 아들 시메온이 그에게 제기한 것들이 있었을 것이다.